# Carex hirta
Carex hirta es una especie de planta herbácea de la familia de las ciperáceas. Es originaria de Eurasia.

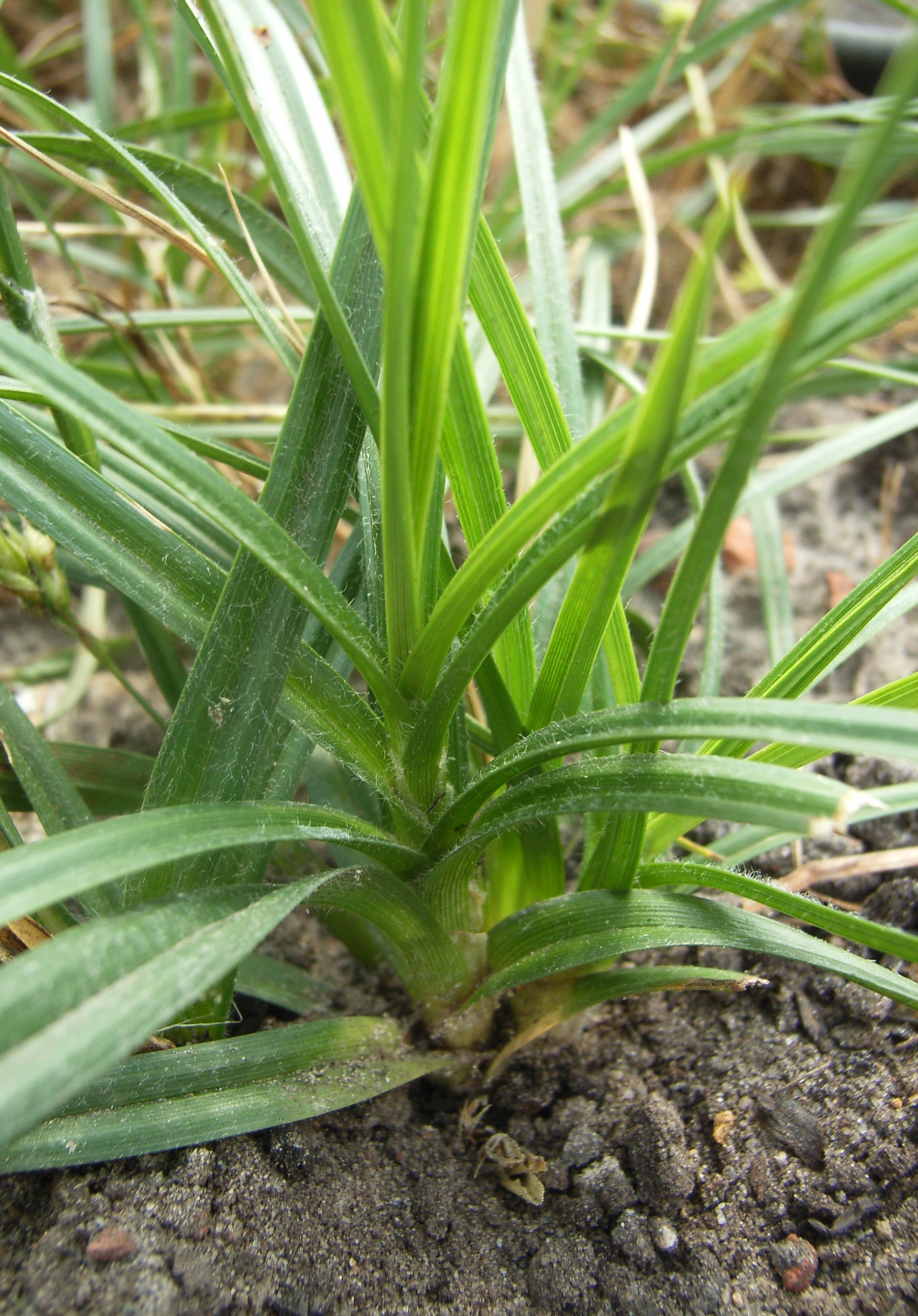
Vista de la planta

## Descripción
Es una planta rizomatosa que forma espigas de dos tipos, femeninas y masculinas (éstas en número superior a uno). Difiere de otros Carex por presentar utrículos densamente pubescentes, de 5-7 mm y con un pico desarrollado. Además, las hojas son relativamente anchas (2-5 mm), planas y pelosas.
Tallos de 15-40 cm, de sección trinagular, lisos, con pelos tiesos y cortos, fundamentalmente por encima de los nudos; hojas como largas cintas de 3-5 mm de ancho, ásperas en los bordes hacia su extremo. Dos o tres espigas muy finas y largas de flores masculinas, (escama y estambres), en la parte superior del tallo, y otras tantas espigas femeninas, (escama y utrículo con 3 estigmas), por debajo de aquellas, mucho más gruesas, sobre todo cuando fructifican y se hinchan sus peludos utrículos.

## Hábitat y distribución
Tiene una distribución Eurosiberiana. En España se encuentra en Barcelona, Castellón, Gerona, Lérida y Ávila, donde se encuentra en zonas higroturbosas ruderalizadas, prados húmedos pastoreados, márgenes de arroyos, orlas forestales, etc. .

## Propiedades
Indicaciones: es utilizada como planta medicinal como diurético. Se usa la raíz.

## Taxonomía
Carex hirta fue descrita por Carlos Linneo y publicado en Species Plantarum 2: 975, en 1753.
Etimología
Ver: Carex
hirta: epíteto latino que significa "peludo".
Sinonimia:
- Carex hirtaeformis Pers.[5]
- Carex aristata Siegert ex Wimm.
- Carex orthostachys Trevir. ex Nyman
- Carex villosa Stokes
- Trasus hirtus (L.) Gray[6]